# دفاع اسلاو
دفاع اسلاو یکی از گشایش‌های بازی شطرنج است که با حرکت‌های 1. d4 d5 2. c4 c6 در شروع بازی آغاز می‌شود.
دفاع اسلاو از مهمترین گشایش‌های بسته و از شاخه‌های اصلی گامبی وزیر محسوب می‌شود. اولین بررسی‌های به‌جامانده از این شروع بازی به دههٔ ۱۵۹۰ بازمی‌گردد. استادان شطرنج اسلاو و شوروی از جمله آلخین، برونشتین، ویدمار و اسمیسلوف بیشترین ایده‌ها را در این دفاع وارد کرده‌اند.
در سال‌های اخیر دفاع اسلاو از محبوب‌ترین شروع بازی‌های استادانی چون آناند، کرامنیک، ایوانچوک، ژول لوتیه و نایجل شورت بوده است. کرامنیک در مسابقه قهرمانی جهان سال ۲۰۰۶ خود با وسلین توپالف در ۶ بازی از ۸ بازی خود با مهره سیاه دفاع اسلاو را به کار بست.
از مزایای حرکت c6 سیاه که به دفاع اسلاو منجر می‌شود (نسبت به حرکت سنتی‌تر e6) در گامبی وزیر نپذیرفته؛ مسدود نشدن راه فیل سفیدرو، آچمز نشدن اسب سیاه در f6 در صورت حرکت فیل سفید به خانه g5 و تهدید b5 پس از گرفتن گامبی سفید (dxc4) است. عیب این دفاع هم در آن است که ممکن است سیاه برای انجام c5 تمپو از دست بدهد و اسب b8 از خانهٔ c6 محروم می‌شود.

## دفاع اسلاو
| 1.Cf3   | d5    |         |       |
| 2.d4    | Cf6   |         |       |
| 3.c4    | c6    |         |       |
| 4.Cc3   | dxc4  |         |       |
| 5.a4    | Ff5   |         |       |
| 6.e3    | e6    |         |       |
| 7.Fxc4  | Fb4   |         |       |
| ۸٫۰–۰   | ۰–۰   |         |       |
| 9.Ch4   | Fg4   |         |       |
| 10.f3   | Fh5   |         |       |
| 11.g4   | Fg6   |         |       |
| 12.Cxg6 | hxg6  |         |       |
| 13.Db3  | De7   |         |       |
| 14.e5   | Cd5   |         |       |
| 15.e4   | Cb6   |         |       |
| 16.Ca2! | Fa5   |         |       |
| 17.Fe2  | e5    |         |       |
| 18.Dc2! | Cb-d7 |         |       |
| 19.dxe5 | Dxe5  |         |       |
| 20.Rh1  | Te8   |         |       |
| 21.Fc4  | Cb8   |         |       |
| 22.Fd3  | Ca6   |         |       |
| 23.Fxa6 | bxa6  |         |       |
| 24.Td1! | c5    |         |       |
| 25.Fe3  | Ta-c8 |         |       |
| 26.Cc3  | Cc4   |         |       |
| 27.Fc1  | Tb8?  |         |       |
| 28.Cd5  | Cxb2  |         |       |
| 29.Ff4  | De6   | 30.Fxb8 | تسلیم |